# Copa Intertoto 1979
La Copa Intertoto 1979 fue la 19.ª edición de este torneo de fútbol a nivel de clubes de Europa. Participaron 32 equipos, 4 menos que en la edición anterior.
No hubo un campeón definido, ya que el ganador de cada grupo se llevaba la copa, pero se considera como el campeón al SV Werder Bremen de Alemania Occidental por ser el equipo que mostró un mejor rendimiento durante el torneo.

## Fase de grupos
Los 32 equipos fueron distribuidos en 8 grupos de 4 equipos, en donde el ganador de cada grupo ganaba la copa y el premio monetario del torneo.

### Grupo 1
| Club            | G | E | P | GF | GC | Pts. |
| --------------- | - | - | - | -- | -- | ---- |
| Werder Bremen   | 5 | 1 | 0 | 10 | 4  | 11   |
| Standard Liège  | 2 | 1 | 3 | 10 | 9  | 5    |
| Maccabi Netanya | 1 | 2 | 3 | 8  | 10 | 4    |
| Rapid Vienna    | 1 | 2 | 3 | 8  | 13 | 4    |

|     | WER | STA | NET | RAP |
| --- | --- | --- | --- | --- |
| WER |     | 3-1 | 1-0 | 2-1 |
| STA | 1-2 |     | 3-1 | 3-0 |
| NET | 0-1 | 1-1 |     | 4-2 |
| RAP | 1-1 | 2-1 | 2-2 |     |

### Grupo 2
| Club          | G | E | P | GF | GC | Pts. |
| ------------- | - | - | - | -- | -- | ---- |
| Grasshopper   | 3 | 1 | 2 | 9  | 10 | 7    |
| Vejle         | 2 | 2 | 2 | 10 | 7  | 6    |
| Royal Antwerp | 2 | 2 | 2 | 11 | 11 | 6    |
| Duisburg      | 1 | 3 | 2 | 7  | 9  | 5    |

|     | GRA | VEJ | ANT | DUI |
| --- | --- | --- | --- | --- |
| GRA |     | 1-4 | 2-1 | 2-2 |
| VEJ | 2-0 |     | 1-2 | 1-2 |
| ANT | 1-3 | 2-2 |     | 3-1 |
| DUI | 0-1 | 0-0 | 2-2 |     |

### Grupo 3
| Club                   | G | E | P | GF | GC | Pts. |
| ---------------------- | - | - | - | -- | -- | ---- |
| Eintracht Braunschweig | 4 | 2 | 0 | 15 | 7  | 10   |
| Malmö FF               | 4 | 1 | 1 | 13 | 9  | 9    |
| Slavia Praga           | 2 | 1 | 3 | 6  | 9  | 5    |
| St. Gallen             | 0 | 0 | 6 | 5  | 14 | 0    |

|     | BRA | MAL | SLA | STG |
| --- | --- | --- | --- | --- |
| BRA |     | 3-1 | 2-0 | 3-2 |
| MAL | 2-2 |     | 3-1 | 2-1 |
| SLA | 1-1 | 1-3 |     | 2-0 |
| STG | 1-4 | 1-2 | 0-1 |     |

### Grupo 4
| Club             | G | E | P | GF | GC | Pts. |
| ---------------- | - | - | - | -- | -- | ---- |
| Bohemians Prague | 4 | 1 | 1 | 13 | 10 | 9    |
| IFK Göteborg     | 3 | 1 | 2 | 19 | 8  | 7    |
| Zürich           | 2 | 1 | 3 | 9  | 15 | 5    |
| OB               | 1 | 1 | 4 | 10 | 18 | 3    |

|     | BOH | GOT | ZUR | OBO |
| --- | --- | --- | --- | --- |
| BOH |     | 3-2 | 2-2 | 4-1 |
| GOT | 4-0 |     | 5-1 | 6-1 |
| ZUR | 1-2 | 1-0 |     | 4-3 |
| OBO | 0-2 | 2-2 | 3-0 |     |

### Grupo 5
| Club           | G | E | P | GF | GC | Pts. |
| -------------- | - | - | - | -- | -- | ---- |
| Spartak Trnava | 4 | 2 | 0 | 9  | 3  | 10   |
| Esbjerg        | 3 | 1 | 2 | 12 | 8  | 7    |
| Kalmar         | 2 | 1 | 3 | 9  | 9  | 5    |
| First Vienna   | 0 | 2 | 4 | 4  | 14 | 2    |

|     | SPA | ESB | KAL | FIR |
| --- | --- | --- | --- | --- |
| SPA |     | 2-2 | 1-0 | 3-0 |
| ESB | 0-1 |     | 4-2 | 3-1 |
| KAL | 0-1 | 2-1 |     | 3-0 |
| FIR | 1-1 | 0-2 | 2-2 |     |

### Grupo 6
| Club           | G | E | P | GF | GC | Pts. |
| -------------- | - | - | - | -- | -- | ---- |
| Zbrojovka Brno | 5 | 0 | 1 | 19 | 5  | 10   |
| Slavia Sofia   | 4 | 1 | 1 | 15 | 6  | 9    |
| Chênois        | 1 | 1 | 4 | 7  | 17 | 3    |
| LASK Linz      | 1 | 0 | 5 | 4  | 17 | 2    |

|     | ZBR | SLA | CHE | LIN |
| --- | --- | --- | --- | --- |
| ZBR |     | 3-1 | 3-1 | 3-0 |
| SLA | 2-0 |     | 2-0 | 4-1 |
| CHE | 1-7 | 2-2 |     | 3-0 |
| LIN | 0-3 | 0-4 | 3-0 |     |

### Grupo 7
| Club                  | G | E | P | GF | GC | Pts. |
| --------------------- | - | - | - | -- | -- | ---- |
| PFC Pirin Blagoevgrad | 4 | 0 | 2 | 9  | 6  | 8    |
| Katowice              | 2 | 3 | 1 | 5  | 4  | 7    |
| AGF                   | 2 | 2 | 2 | 5  | 5  | 6    |
| Austria Salzburg      | 0 | 3 | 3 | 4  | 8  | 3    |

|     | PIR | KAT | AAR | AUS |
| --- | --- | --- | --- | --- |
| PIR |     | 3-0 | 2-0 | 2-0 |
| KAT | 3-0 |     | 1-0 | 0-0 |
| AAR | 2-0 | 0-0 |     | 1-0 |
| AUS | 1-2 | 1-1 | 2-2 |     |

### Grupo 8
| Club          | G | E | P | GF | GC | Pts. |
| ------------- | - | - | - | -- | -- | ---- |
| Baník Ostrava | 4 | 1 | 1 | 14 | 9  | 9    |
| Öster         | 2 | 3 | 1 | 14 | 8  | 7    |
| Darmstadt     | 1 | 4 | 1 | 6  | 6  | 6    |
| GAK           | 0 | 2 | 4 | 7  | 18 | 2    |

|     | BAN | ÖST | DAR | GAK |
| --- | --- | --- | --- | --- |
| BAN |     | 3-2 | 1-1 | 4-2 |
| ÖST | 4-0 |     | 0-0 | 4-1 |
| DAR | 0-3 | 1-1 |     | 3-0 |
| GAK | 0-3 | 3-3 | 1-1 |     |